# Střížovice (kraj pilzneński)
Střížovice – gmina w Czechach, w powiecie Pilzno Południe, w kraju pilzneńskim. Według danych z dnia 1 stycznia 2014 liczyła 380 mieszkańców.